# Parthenodes pulchralis
Parthenodes pulchralis là một loài bướm đêm trong họ Crambidae.